# Партини
Партини су били илирско племе, насељавали су област између између брда Мерења и реке Апс. што је у близини данашњег града Драч. Године 229 пре Христа, овом области су завладали владари из племена Тауланти и тиме се учврстила веза племена унутар илирске државе. У периоду 229-205. п. н. е. над племена се осјећа утицај две велике силе, Рима и Македоније.
Године 205 пре Христа, долази до побуне племена против македонске власти и обнове илирске државе, која је трајала до 172. године пре Христа, када ове просторе напокон осваја Рим. Устанци из 48. п. Х. и 39 п. Х. против римске владавине су брутално угушени. Партини тад организују заверу како би збацили Августа Октавијана са власти у Риму, али ни тад немају успеха.
Најпознатији партински градови били су Парта и Брисака, а међу урбаним центрима били су и Згердеш (данас само руина), Дорез, Перскеп, Белш, Берат и Бабуње.